# Antilloides mesoliticus
Espèce
Antilloides mesoliticus est une espèce d'araignées aranéomorphes de la famille des Filistatidae.

## Distribution
Cette espèce est endémique de l'île de la Jeunesse à Cuba,.

## Description
Le mâle holotype mesure 2,2 mm et la femelle paratype 3,7 mm.

## Publication originale
- Brescovit, Sánchez-Ruiz & Alayón, 2016 : The Filistatidae in the Caribbean region, with a description of the new genus Antilloides, revision of the genus Filistatoides F. O. P.-Cambridge and notes on Kukulcania Lehtinen (Arachnida, Araneae). Zootaxa, no 4136(3), p. 401-432.